# Малханский хребет
Малха́нский хребе́т (бур. Малханай дабаан) — горный хребет в южном Забайкалье, между реками Хилок и Чикой. Расположен на территории Бурятии и Забайкальского края России.
На западе хребет начинается в Бурятии, вблизи её границы с Монголией, и тянется на восток в субширотном направлении до долин рек Ингоды и её левого притока Танги. В указанных границах протяжённость хребта составляет 360 км, ширина — от 10 до 60 км. Преобладающие высоты — 1200—1400 м, максимальная — 1741 м. Хребет образует отроги, некоторые из которых носят самостоятельные названия (к примеру, Бичурский, Тамирский, Нарынский хребты).
Малханский хребет сложен, главным образом, породами докембрийских и палеозойских формаций, лежащих на допалеозойском гранитном фундаменте: гранодиоритами, гранитами, сланцами. Недалеко от деревни Большая Речка на правобережье реки Чикой находится Малханское месторождение турмалина.
В рельефе преобладают среднегорья, расчленённые долинами рек. На склонах хребта встречаются курумы, скальные выступы, поросли сосновой, лиственничной и кедровой тайги.